# Megaporus natvigi
Megaporus natvigi is een keversoort uit de familie waterroofkevers (Dytiscidae). De wetenschappelijke naam van de soort is voor het eerst geldig gepubliceerd in 1964 door Mouchamps.